# St. Sebastian (Altenparkstein)
Die römisch-katholische Ortskapelle St. Sebastian im Ortsteil Altenparkstein von Kirchendemenreuth gehört zur Expositur Kirchendemenreuth, die heute gemeinsam mit der Pfarrei St. Pankratius von Parkstein aus verwaltet wird.

## Geschichte
Die Kapelle wurde 1865 erstmals errichtet; da sie im Laufe der Zeit baufällig geworden war, musste sie 1926 zu zwei Drittel neu gebaut werden. Die Kapelle wurde von Bischof Ignatius von Senestrey für „lediglich zu Privatandacht“ genehmigt. Die Dorfbewohner mussten sich zudem verpflichten, auch in Zukunft für den baulichen Erhalt der Kapelle zu sorgen. Nach dem teilweisen Neubau wurde sie 1926 von Expositus Deubzer von Kirchendemenreuth wieder eingeweiht.
Der Bau wurde auch 1993 von der Dorfgemeinschaft Altenparkstein unter Leitung des Ortsvorstehers Franz Schneider erneuert. Zum Abschluss der Arbeiten wurde am 9. August 1993 ein Dankgottesdienst mit dem Parksteiner Pfarrer Leonhard Schinner abgehalten.

## Baubeschreibung
Die Kapelle ist ein schlichter Steildachbau mit einem halbrund geschlossenem Altarraum. Sie besitzt einen Dachreiter mit einem aufgesetzten Spitzhelm. Ein Granitportal dient als Eingang, die seitlichen Fenster sind nach oben rund gestaltet.

## Ausstattung
Die Kapelle besitzt einen Altar mit zwei gedrechselten Säulen, das Altarbild stellt Maria mit dem Kind dar. Von den beiden Figuren am Altar ist die rechts als heiliger Sebastian zu erkennen, die linke ist vermutlich Jesus der gute Hirte. An den Seitenwänden zieren vier weitere Bilder den Kapellenbau.

## Glocken
Eine Glocke wurde 1926 von einer Regensburger Glockengießerei angeschafft, sie ist der Hl. Jungfrau Maria gewidmet.